# Regina Grabolle
Regina Grabolle (Alemania, 18 de mayo de 1965) es una gimnasta artística retirada alemana, especialista en la prueba de viga de equilibrio con la que ha logrado ser medallista de bronce mundial en 1979.

## 1979
En el Mundial de Fort Worth 1979 ganó dos medallas de bronce: en la barra de equilibrio —tras la checoslovaca Vera Cerna y la soviética Nellie Kim— y en el concurso por equipos, tras Rumania y la Unión Soviética, siendo sus compañeras de equipo: Maxi Gnauck, Silvia Hindorff, Steffi Kraker, Katharina Rensch y Karola Sube.